# 马甸桥
39°58′00″N 116°22′27″E / 39.96677°N 116.37422°E

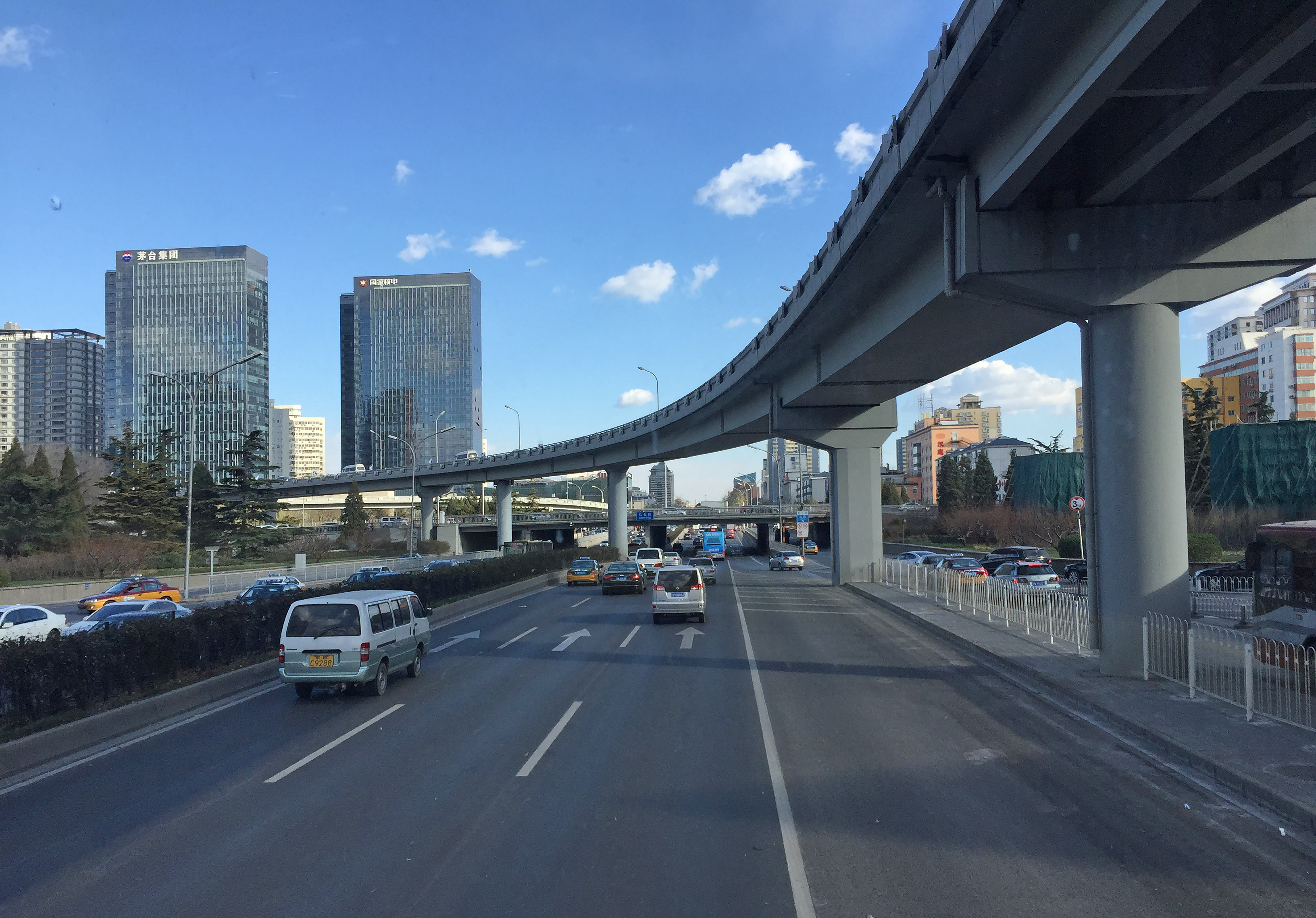
马甸桥西

马甸桥位于北京市西城区和海淀区交界处，是北京三环路的一座立交桥，也是京藏高速公路在京起点。桥梁总面积3870平方米。
该桥由北京市市市政设计院设计，北京市第二市政工程公司施工，于1984年10月开工，1985年5月完工。
详细的相交道路为：北三环中路（东西向）和京藏高速公路－德胜门外大街（南北向）。马甸桥为苜蓿型互通立交桥，三环下沉位于下层，京藏高速－德外大街位于上层，以4条匝道相接。